# Pogonatum comosum
Pogonatum comosum là một loài Rêu trong họ Polytrichaceae. Loài này được (Müll. Hal.) Mitt. miêu tả khoa học đầu tiên năm 1869.